# François-Alexandre Cavenne
Pour les articles homonymes, voir Cavenne.
François Alexandre Cavenne (Origny-Sainte-Benoite, 3 mai 1773 - Paris, 9 avril 1856) est un ingénieur français, inspecteur général des ponts et chaussées, président du conseil et directeur de l'École des ponts et chaussées et sénateur du Second Empire. Il construisit plusieurs ponts à Lyon, dont le pont Charles X (1828) et le pont de la Mulatière.

## Carrière[2]
- 1797: ingénieur des travaux publics à Maastricht
- 1799: commissaire du Directoire exécutif dans le département de la Meuse-Inférieure à Maastricht
- 1800: conseiller de la préfecture à Maastricht
- 1801: retour en France
- 1825: inspecteur divisionnaire
- 1831: inspecteur général
- 1842: directeur de l'École des ponts et chaussées
- 1852: sénateur du Second Empire